# Joseph Adam
Joseph Adam, né le 6 mars 1676 à Châlons-en-Champagne (France) et décédé le 10 décembre 1743 à Strasbourg (France) est un prêtre jésuite français et théologien.

## Biographie
Issu d'une famille champenoise originaire de Chalons, Joseph Adam est le fils de Charles Henri Adam (1643-1709), Avocat en parlement à Châlons, lieutenant criminel au présidial de Châlons et subdélégué de l'Intendant de Champagne, et de Marguerite de Morgnival (1643-1713).
Baptisé en la Collégiale Notre-Dame-en-Vaux de Châlons-en-Champagne en 1676, il a pour parrain son frère, Charles Henri II Adam né en 1667.
Élève puis professeur de philosophie au Collège de jésuites des Godrans à Dijon,, il est docteur en théologie à l’Université épiscopale entre 1712 et 1722.
Recteur des collèges de Châlons (1723-1726) et de Reims (1727-1732), il devient préfet des études au collège de Strasbourg entre 1741 et 1743,.
Dans une correspondance de 1737 avec Dom Guillaume Le Sueur, religieux bénédictin, dans laquelle il évoque "son altesse éminentissime" (le Cardinal de Rohan, Prince-Evêque de Strasbourg), il fait parvenir à son correspondant un exemplaire de l'Histoire du Bajanisme ou de l'hérésie de Michel Baius par Jean Baptiste Philipoteau Duchesne.
Au XIXe siècle, Henri Menu (1842-1910), bibliophile, bibliothécaire, libraire rémois a rassemblé de nombreux Ex Libris dont celui de Joseph Adam.

### Liste non exhaustive d'ouvrages possédés
- Traité de l'Alienation du bien d'Église, 1625[9]
- Considérations sur "La Sagesse" de Charron..., par le sieur Chanet..., Claude Le Groult, 1644[10]
- Tableau de l'inconstance des mauvais anges et démons , où il est amplement traicté des sorciers et de la sorcellerie... par Pierre de Lancre, Paris, 1612[11]
- Hesychii Milesii opuscula, partim hactenus non edita: His adiecta, Bessarionis Epistola Graecobarbara, Hesychius (Milesius.), Basson, 1613[12]
- Dictionarium Latinum Graeco-Barbarum et Litterale, Simone Porzio, 1536[13]
- Istoria della famiglia Trinci... descritta da Durante Dorio da Leonessa, e dedicata al sig. Gio. Battista Trinci... Foligno : per Agostino Alterij, 1638[14].
- La historia famosa di monsignor di Argenton delle guerre et costumi di Ludovico undecimo re di Francia. Con la battaglia et morte del granduca di Borgogna, tradotta a commune beneficio in lingua italiana, Philippe de Commynes, 1544[15].
- Cl. Salmasii Librorum de Primatu Papae Pars prima : cum Apparatu : accesere de eodem Primatu Nili & Barlaami Tractatus, Claude Saumaise[16].
- Origenis Adamantii Philocalia, de obscuris S. Scripturae locis, a SS. PP. Basilio Magno, & Gregorio Theologio, ex variis Origenis commentariis excerpta. Quid insuper in hoc opere contineatur, sequens pag. indicabit. Omnia nunc primùm Graecè edita, ex Bibliotheca Regia, operâ & studio Io. Tarini Andegaui, qui & Latina fecit & notis illustrauit[17].
- Synesiou episkopou Kyrenes Apanta ta euriskomena. Sinesii episcopi Cyrenes opera quae extant omnia, graece ac latine nunc primum coniunctim edita. Interprete Dionysio Petauio Aurelianensi ... cuius opera eadem illa ex veterum, praesertimque bibliothecae regiae codicum fide recensita, ac notis illustrata prodeunt, Synesius : Cyrenensis[18].

## Œuvres
- Conclusiones de Deo uno et trino, Strasbourg, 1706
- Theses theologicae de fide, paenitentia et matrimonio, Strasbourg, 1720.